# Lamiera
Una lamiera è una lastra di metallo creata dalla laminazione di bramme a loro volta ottenute mediante una colata continua di metallo liquido. Il suo spessore, dimensioni, tipo e qualità possono variare in base alle lavorazioni a cui sono destinate.

## Tipologie
Esistono vari tipi di lamiere e i più diffusi sono:
Lamiere in nastri tra cui:
- Lamiere di acciaio inox, tra cui:

### Lamiere laminate a caldo
- Le lamiere laminate a caldo si producono inizialmente in nastri arrotolati, che sono veri e propri rotoli di nastro di acciaio avvolti a caldo. (Da questo prodotto industriale derivato dal trattamento dell'acciaio, si ricavano poi prodotti destinati a svariati settori economici quali: automotive, elettrodomestici e sanitari, minuterie, mobili metallici, caldaie e radiatori, ecc.)
- Gli spessori della lamiera avvolta in nastri arrotolati di acciaio (il cui nome comune commerciale italiano è in inglese ed è "Coils" con acronimo "HRC", o "HRSC"), può variare da mm 0,05 a mm 4,0.  I Rotoli di acciaio possono essere di diversi tipi in base alla composizione molecolare:  AUSTENITICI: 301, 304, 304L, 309S, 310S, 316, 316Ti, 316L, 321.  FERRITICI: 409, 430, 441, 444.  MARTENSITICI: 420.
- Le finiture superficiali dei Rotoli di acciaio possono essere: 2B, 2D, BA, tutte in versione Satinato oppure Scotch Brite.

| Spessore (mm)  | Larghezze | Larghezze | Larghezze | Larghezze | Larghezze  | Larghezze  | Larghezze | Larghezze |
| Spessore (mm)  | 1<40      | 1<40      | 40<I<125  | 40<I<125  | 125<l<1250 | 125<l<1250 | 250<l<670 | 250<l<670 |
| Spessore (mm)  | Normale   | Fine      | Normale   | Fine      | Normale    | Fine       | Normale   | Fine      |
| ⊕ < 0,25       | 0,17      | 0,13      | 0,45      | 0,20      | 0,20       | 0,20       | 0,50      | 0,50      |
| 0,25 ≤ ⊕ <0,40 | 0,20      | 0,15      | 0,25      | 0,2       | 0,3        | 0,22       | 0,6       | 0,5       |
| 0,40 ≤ ⊕ <0,50 | 0,2       | 0,15      | 0,25      | 0,2       | 0,3        | 0,22       | 0,6       | 0,5       |
| 0,50 ≤ ⊕ <1,00 | 0,25      | 0,2       | 0,25      | 0,22      | 0,4        | 0,25       | 0,7       | 0,6       |
| 0150 ≤ ⊕ <1,50 | 0,25      | 0,22      | 0,3       | 0,25      | 0,5        | 0,8        | 1         | 0,7       |
| 0150 ≤ ⊕ <2,00 | 1         | 0,6       | 0,4       | 0,25      | 0,6        | 0,4        | 1         | 0,8       |

| Spessore (mm) | Incruditi | Ricotti |
| 0,15+0,20     | ±0,015    | ±0,015  |
| 0,20+0,25     | ±0,015    | ±0,015  |
| 0,25+0,30     | ±0,017    | ±0,017  |
| 0,30+0,40     | ±0,020    | ±0,040  |
| 0,40+0,50     | ±0,025    | ±0,040  |
| 0,50+0,60     | ±0,030    | ±0,045  |
| 0,80+0,80     | ±0,030    | ±0,050  |
| 0,80+1,00     | ±0,030    | ±0,055  |
| 1,00+1,20     | ±0,035    | ±0,060  |
| 0,20+1,50     | ±0,040    | ±0,070  |
| 0,50+2,00     | ±0,050    | ±0,080  |

#### Prodotti derivati
Dai Coils (HRC) UNI EN 1030 a basso tenore di carbonio per imbutitura o piegamento a freddo, derivano prodotti piani (in nastri o in lamiere a misura).

### Lamiere laminate a freddo
- I prodotti laminati a freddo si prestano alla formatura mediante piega o stampaggio e sono atti ai rivestimenti superficiali, quali fosfatazione, zincatura per immersione, rivestimenti elettrolitici.

| EN 10130              | DC01      | DC03      | DC04      | DC05      | DC06      | DC07      |
| Snerv. > 0,70         | 140 ÷ 280 | 140 ÷ 240 | 140 ÷ 210 | 140 ÷ 180 | 120 ÷ 170 | 100 ÷ 150 |
| Snerv. 0,51 ÷ 0,70    | 140 ÷ 300 | 140 ÷ 260 | 140 ÷ 230 | 140 ÷ 200 | 120 ÷ 190 | 100 ÷ 170 |
| Snerv. ≤ 0,50         | 140 ÷ 320 | 140 ÷280  | 140 ÷ 250 | 140 ÷ 220 | 120 ÷ 210 | 100 ÷ 190 |
| RM                    | 270 ÷ 410 | 270 ÷ 370 | 270 ÷ 350 | 270 ÷ 330 | 270 ÷ 330 | 250 ÷ 310 |
| A80% min. > 0,70      | 28        | 34        | 38        | 40        | 41        | 44        |
| A80% min. 0,51 ÷ 0,70 | 26        | 32        | 36        | 38        | 39        | 42        |
| A80% min. ≤ 0,50      | 24        | 30        | 34        | 36        | 37        | 40        |
| r90min. ≥ 0,50        | –         | 1.3       | 1.6       | 1.9       | 2.1       | 2.5       |
| r90min. > 2,00        | –         | 1.1       | 1.4       | 1.7       | 1.9       | 2.3       |
| n90min. ≥ 0,50        | –         | –         | 0.18      | 0.20      | 0.22      | 0.23      |

| Qualità | C% Max. | Mn% Max. | S% Max. | P% Max. | Ti% Max. |
| DC01    | 120     | 600      | 45      | 45      | –        |
| DC03    | 100     | 450      | 35      | 35      | –        |
| DC04    | 80      | 400      | 30      | 30      | –        |
| DC05    | 60      | 350      | 25      | 25      | –        |
| DC06    | 20      | 250      | 20      | 20      | 300      |

#### L'evoluzione tecnologica delle lavorazioni
I prodotti derivati dai Rotoli di acciaio si prestano alla formatura mediante piegatura o stampaggio e sono atti ai trattamenti superficiali, quali fosfatazione, zincatura per immersione o rivestimenti elettrolitici (galvanici ed elettronici) come ad esempio la cromatura.
Esiste la possibilità infine di ottenere dei Rotoli di acciaio preverniciati in qualsiasi colore detti Color Coated Steel Coil, che sono altri tipi di coil prodotti da fornitori internazionali.

#### Lamiere non ferrose
- Lamiere di alluminio
- Lamiere di ottone
- Lamiere di rame

Le lamiere laminate a freddo rivestite possono essere di zinco puro o di altre leghe (zinco-ferro e zinco-alluminio) e con due tipi di lavorazione, per elettrolisi o per immersione a caldo.
Le lamiere possono presentarsi con diverse lavorazioni:
- Lamiera stirata
- Lamiera bugnata
- Lamiera forata
- Lamiera ondulata.

### Aspetto superficiale
Sono previste due tipologie di aspetti superficiali:
A: sono consentiti difetti quali pori, leggere intaccature, piccoli risalti, leggere graffiature o una leggera colorazione che non pregiudichino l’attitudine alla formatura e l’aderenza dei rivestimenti superficiali.
B: la superficie migliore, per pezzi a vista, deve essere esente da difetti che possano compromettere l’aspetto uniforme di una verniciatura di qualità o di un rivestimento applicato per via elettrolitica, l’altra superficie deve essere almeno conforme all’aspetto superficiale di tipo A.

### Finitura superficiale
Sono a disposizione diversi tipi di superfici definite in base al valore di rugosità della lamiera:
Brillante comune (b) : Ra ≤ 0.40 µm;
Semi brillante (g) : Ra ≤ 0.90 µm;
Normale (m) : 0.60 ≤ Ra ≤ 1.90 µm;
Rugosa (r) : Ra ≤ 1.60 µm.